# Riverland
Riverland – jednostka osadnicza w Stanach Zjednoczonych, w stanie Minnesota, w hrabstwie Mahnomen.